# Katja Riemann
Katja Hannchen Leni Riemann (1 de noviembre de 1963) es una actriz alemana, cantante, autora de libros para niños y embajadora de buena voluntad de la UNICEF.

## Biografía
Riemann es hija de maestros y tiene dos hermanos. Creció en Kirchweyhe cerca de Bremen y hasta los veinte años vivió en el norte de Alemania. 
Después de terminar sus estudios de bachillerato en 1983, Riemann estudió en Hamburgo un semestre pedagogía del baile. A continuación, desde 1984 a 1986, estudió música y teatro en la Hochschule für Musik und Theater de Hannover y de 1986 a 1987 en la Otto-Falckenberg-Schule de Munich. 
Desde 1990 a 1999 vivió con el actor Peter Sattmann, al que conoció durante el rodaje de la película Vom Gewalt keine Rede. En agosto de 1993 nació la hija de ambos, la actriz Paula Riemann.
Katja Riemann participa en campañas contra la pobreza y el fomento de políticas de ayuda al desarrollo, apoyando, por ejemplo, la organización ONE. También trabajó en el Ministerio alemán para la cooperación económica.

## Teatro
Entre 1987 y 1989 actuó en varias obras en la Kammerspielen de Munich, destacando sus papeles de Lieschen en Fausto de Goethe y Glay Gays en Mann ist Mann de Bertolt Brecht. Desde 1990 a 1992, actuó en el Schillertheather de Berlín con papeles en Die Räuber (Dirección Alexander Lang), Die Ratten y Weekend im Paradies. A comienzos de 2007, interpretó en el Maxim-Gorki-Theater de Berlín el papel principal de la obra Sex Stadt Beziehungen dirigida por Amina Gusner. De noviembre de 2007 a febrero de 2008, interpretó el papel principal en la pieza Ana Karenina de Tolstoi, con la cual realizó una gira por Alemania. En 2008, interpretó, junto a Jasmin Tabatabai y Nicolette Krebitz, el papel de Olga en la pieza Tres Hermanas de Chejov. 

## Televisión
Desde los inicios de su carrera Katja Riemann compaginó su carrera teatral con una exitosa carrera en televisión. Es conocida sobre todo por su participación en la serie Regina auf den Stufen emitida en los ochenta y dirigida por Bernd Fischerauer. En el año 1989, interpretó el papel femenino principal en la serie Tatort: Katjas Schweigen junto a Götz George. Katjia Riemann recibió por su participación en esta serie el premio Goldenen Kamera a la mejor actriz promesa.

## Cine
La primera gran película de Katja Riemann, por la que obtuvo el Bayerischer Filmpreis fue Ein Mann für jede Tonart, basada en la novela de Hera Lind. El éxito le llegó con una película de bajo presupuesto dirigida por Katja von Garnier, Abgeschminkt!. Un éxito que consolidaría con la película Der bewegte Mann de Sönke Wortmann.
Katjia Riemann recibió los mayores reconocimientos con la película Rosenstraße de Margarethe von Trotta. Por esta película recibió la Copa Volpi en el Festival de Venecia en septiembre de 2003.

## Filmografía
| - 1985–1986: Sommer in Lesmona (miniserie para televisión), Dirección: Peter Beauvais - 1988: Faust – Vom Himmel durch die Welt zur Hölle, Dirección: Dieter Dorn - 1989: Tatort – Katjas Schweigen, Dirección: Hans Noever - 1989: Salz für das Leben, Dirección: Rainer Kaufmann - 1990: Regina auf den Stufen (miniserie para televisión), Dirección: Bernd Fischerauer - 1991: Von Gewalt keine Rede, Dirección: Theodor Kotulla - 1992: Abgeschminkt!, Dirección: Katja von Garnier - 1992: Ein Mann für jede Tonart, Dirección: Peter Timm - 1992: Die Distel, Dirección: Gernot Krää - 1993: Polizeiruf 110 – Blue Dream – Tod im Regen, Dirección: Bodo Fürneisen - 1994: Der bewegte Mann, Dirección: Sönke Wortmann - 1994: Himmel und Hölle, Dirección: Hans-Christian Schmid - 1995: Nur über meine Leiche, Dirección: Rainer Matsutani - 1995: Stadtgespräch, Dirección: Rainer Kaufmann - 1996: Hart, aber herzlich − Operation Jennifer, Dirección: Tom Mankiewicz - 1996: Nur aus Liebe, Dirección: Dennis Satin - 1996: Die Apothekerin, Dirección: Rainer Kaufmann - 1997: Bandits, Dirección: Katja von Garnier - 1997: Comedian Harmonists, Dirección: Joseph Vilsmaier - 1999: Balzac – Ein Leben voller Leidenschaft (Balzac), Dirección: Josée Dayan - 1999: Else – Geschichte einer leidenschaftlichen Frau, Dirección: Egon Günther - 1999: Long Hello and Short Goodbye, Dirección: Rainer Kaufmann - 2000: Begierde (Desire), Dirección: Colleen Murphy | - 2001: Goebbels und Geduldig, Dirección: Kai Wessel - 2002: Bibi Blocksberg, Dirección: Hermine Huntgeburth - 2002: Nachtmusik, Kurzfilm, Dirección: Johannes Thielmann - 2003: Rosenstraße, Dirección: Margarethe von Trotta - 2004: Agnes und seine Brüder, Dirección: Oskar Roehler - 2004: Bibi Blocksberg und das Geheimnis der blauen Eulen, Dirección: Franziska Buch - 2004: Bergkristall, Dirección: Joseph Vilsmaier - 2005: Die Diebin und der General, Dirección: Miguel Alexandre - 2005: Küss mich, Hexe!, Dirección: Diethard Küster - 2006: Ich bin die Andere, Dirección: Margarethe von Trotta - 2006: Das wahre Leben, Dirección: Alain Gsponer - 2007: Blood and Chocolate, Dirección: Katja von Garnier - 2007: Ein fliehendes Pferd, Dirección: Rainer Kaufmann - 2007: Mein Führer – Die wirklich wahrste Wahrheit über Adolf Hitler, Dirección: Dani Levy - 2007: Shanghai Baby, Dirección: Berengar Pfahl - 2008: Up! Up! To the Sky, Dirección: Hardi Sturm - 2009: Romeo und Jutta, Dirección: Jörg Grünler - 2009: Vulkan, Dirección: Uwe Janson - 2010: Die Grenze, Dirección: Roland Suso Richter - 2011: Die fremde Familie, Dirección: Stefan Krohmer - 2011: Die Relativitätstheorie der Liebe, Dirección: Otto Alexander Jahrreiss - 2011: Der Verdingbub, Dirección: Markus Imboden - 2012: Türkisch für Anfänger – Der Film, Dirección: Bora Dağtekin - 2015: Er ist wieder da, Dirección: David Wnendt |

## Premios y distinciones
Festival Internacional de Cine de Venecia
| Año  | Categoría                    | Película              | Resultado |
| ---- | ---------------------------- | --------------------- | --------- |
| 2003 | Copa Volpi a la mejor actriz | La calle de las Rosas | Ganadora  |